# Джон Кепел
Джон Кепел молодший (англ. John Capel Jr.; нар. 27 жовтня 1978) — американський легкоатлет, який спеціалізувався в бігу на короткі дистанції.

## Спортивні досягнення
Фіналіст (8-е місце) у бігу на 200 метрів на Олімпіаді-2000.
Чемпіон світу з бігу на 200 метрів та в естафеті 4×100 метрів (2003).
Бронзовий призер чемпіонатів світу у бігу на 200 метрів (2005).
Срібний призер Універсіади у бігу на 100 метрів (1999).
Чемпіон США з бігу на 200 метрів просто неба (2000) та в приміщенні (2003).

## Допінг
Упродовж 2004—2006 відбував дворічну дискваліфікацію за порушення антидопінгових правил (вживання канабісу).